# Vindeby
Vindeby is een plaats in de Deense regio Zuid-Denemarken, gemeente Svendborg. De plaats telt 2253 inwoners (2008). Het dorp ligt op het eiland Tåsinge.